# Zofia Mleczko
Zofia Anna Mleczko (ur. 15 lipca 1918 w Sokołowie Małopolskim, zm. 16 kwietnia 2004) – bibliotekarka polska, starszy kustosz dyplomowany, kierownik Działu Udostępniania Zbiorów i Działu Opracowania Druków Biblioteki Polskiej Akademii Nauk w Krakowie.

## Życiorys
Pochodziła z rodziny inteligenckiej, była córką Ludwika (zm. 1957), notariusza (po wojnie radcy Państwowego Biura Notarialnego), i Kazimiery z Kallausów (zm. 1947), nauczycielki. Kształciła się w Krakowie, w 1937 zdała egzamin dojrzałości w humanistycznym Gimnazjum Sióstr Urszulanek i podjęła studia romanistyczne na Uniwersytecie Jagiellońskim. Naukę przerwała po wybuchu wojny; lata okupacji spędzała w Krakowie, utrzymując się z prywatnych lekcji. W 1945 studia wznowiła, kończąc je w 1948 magisterium (z oceną bardzo dobrą) na podstawie pracy Salambo et L'Education Sentimentale: les deux aspects du génie de Flaubert.
Przez całe życie zawodowe związana była z Biblioteką Polskiej Akademii Nauk w Krakowie; rozpoczynała pracę jako asystent 1 grudnia 1948, kiedy biblioteka podlegała jeszcze Polskiej Akademii Umiejętności. W 1953 została pomocniczym pracownikiem nauki, a rok potem, na podstawie decyzji Komisji Kwalifikacyjnej dla Pomocniczych Pracowników Nauki PAN – bibliotekarzem. Pracowała w wielu działach biblioteki: dziale akcesji, opracowaniu, czytelni, katalogu, wypożyczalni; zajmowała się też m.in. prowadzeniem działu nabytków, konserwacją książki, skontrum magazynu głównego oraz melioracją układu geograficznego czasopism. Notowała kolejne awanse zawodowe, postępując w 1956 na starszego bibliotekarza, w 1958 na kustosza, wreszcie w lutym 1964 złożyła egzamin państwowy przed Komisją Egzaminacyjną dla Bibliotekarzy Dyplomowanych PAN. W 1973 została starszym kustoszem dyplomowanym. W latach 1968–1969 była zastępcą kierownika Działu Opracowania, w latach 1969–1971 kierownikiem Działu Udostępniania Zbiorów, od 1972 kierownikiem Działu Opracowania Druków.
Uczestniczyła w kilku naukowych opracowaniach bibliotekoznawczych. Z Zofią Rylską, Stefanią Szaleską i Heleną Lipską przygotowywała dane do bibliografii "Przeglądu Bibliotecznego" za lata 1946–1956. W pracy zbiorowej Kraków Mickiewiczowi pod redakcją Danuty Rederowej, wydanej w 1956 z okazji stulecia śmierci poety, zamieściła tekst Pomnik Adama Mickiewicza w Krakowie (napisany razem z Aleksandrą Leśnodorską). Z Alojzym Preissnerem (a pod redakcją Zygmunta Grodzińskiego) opracowała Katalog wydawnictw ciągłych matematyczno-przyrodniczych znajdujących się w Bibliotece Polskiej Akademii Nauk w Krakowie (1956).
Przeszła na emeryturę z końcem lipca 1978. Żegnający ją dyrektor Biblioteki PAN Zbigniew Jabłoński szczególnie podkreślał zasługi Zofii Mleczko na stanowiskach kierowniczych oraz umiejętności praktyczne i wiedzę teoretyczną. Była wieloletnią członkinią Związku Nauczycielstwa Polskiego (od 1948), pełniła m.in. w bibliotece funkcję męża zaufania; od 1954 należała do Ligi Kobiet.
Zmarła w nocy z 15 na 16 kwietnia 2004, pochowana została na cmentarzu Rakowickim w grobie rodziny Litawskich (pas 46 zachodni), obok rodziców.